# Cape Eolovyj
Das Cape Eolovyj (englisch; russisch мыс Эоловый Mys Eolowy, deutsch ‚Windiges Kap‘) ist ein bis zu 89 m hohes Kap an der Knox-Küste des ostantarktischen Wilkeslands. Es liegt 5,5 km nordöstlich der polnischen Dobrowolski-Station am Südostufer des Rybij Khvost Gulf in den Bunger Hills.
Wissenschaftler einer sowjetischen Antarktisexpedition kartierten und benannten es im Jahr 1956. Das Antarctic Names Committee of Australia übertrug diese Benennung 1991 ins Englische.